# Cayenne (instrumental)
Pour les articles homonymes, voir Cayenne (homonymie).
Pistes inédites de Anthology 1
You'll Be Mine My Bonnie
Cayenne (titre original : Cayenne Pepper) est une pièce instrumentale écrite par Paul McCartney parue sur l'album Anthology 1 des Beatles en 1995. Elle a été enregistrée en 1960, quand ils étaient encore connus sous le nom The Quarrymen.

## Historique
Cayenne et deux autres enregistrements maison des Quarrymen, Hallelujah I Love Her So et You'll Be Mine, ont été inclus dans Anthology 1, une collection de raretés des Beatles et des pistes alternatives, datant de 1958 à 1964. Ce sont les seuls enregistrements officiellement publiés avec Stuart Sutcliffe à la basse. Ami intime de John Lennon qu'il a connu au collège d'art, il a joint le groupe en 1960 en tant que bassiste et a joué avec eux à Hambourg en 1960 et 1961, avant de les quitter pour se concentrer sur ses études d'art. Sutcliffe est décédé d'une hémorragie cérébrale en 1962.
Selon McCartney, les enregistrements ont été réalisés en démo dans la salle de bain familiale, au 20 Forthlin Road à Liverpool, en avril 1960. Cayenne, qui portait originellement le nom de Cayenne Pepper, n'est pas créditée à Lennon/McCartney indiquant qu'à cette époque, cette appellation n'était pas encore utilisée. 
Cet instrumental possède un style tel celui des Shadows qui était populaire au début des années 1960. C'est un blues à 12 mesures dans la tonalité de ré mineur. Cry for a Shadow, une autre chanson dans ce style, créditée cette fois à Harrison/Lennon, a été enregistrée à Hambourg par le groupe en 1961 et, elle aussi, incluse dans cet album.
Bien que les enregistrements aient été réalisés en 1960, la bande magnétique contenant dix-neuf chansons n'a été découverte par le voisin des McCartney sur Forthlin Road que bien plus tard. L'enregistrement de Cayenne qui est inclus dans Anthology 1 a été édité et accéléré, lui donnant une durée d'une minute 14 secondes alors que l'original était de 2 minutes 24 secondes.

## Personnel
- Paul McCartney – guitare solo
- John Lennon – guitare rythmique
- Stuart Sutcliffe – basse[8]